# Heitenried
Heitenried é uma comuna da Suíça, no Cantão Friburgo, com cerca de 1.154 habitantes. Estende-se por uma área de 9,04 km², de densidade populacional de 128 hab/km². Confina com as seguintes comunas: Albligen (BE), Sankt Antoni, Ueberstorf, Wahlern (BE).
A língua oficial nesta comuna é o Alemão.